# El davallament de la Creu (Van der Weyden)
El davallament de la Creu és una pintura sobre taula de l'artista flamenc Rogier van der Weyden realitzada entre 1435 i 1438; es troba al Museu del Prado de Madrid. El treball mostra Crist crucificat quan és baixat de la creu i sostingut per Josep d'Arimatea i Nicodem. En aquesta obra, Van der Weyden aconsegueix una atmosfera d'una emoció intensa, ja que arriba a concentrar deu personatges dins un espai reduït, distribuint-los en diferents plans; d'aquesta manera assoleix la força especial d'un relleu policromat on cada figura està íntimament lligada a la resta. És una composició que queda tancada per les figures dels extrems que miren cap al centre, inclinades; aquesta distribució segueix la idea d'una el·lipse amb l'eix major en sentit horitzontal que trenca la regla de la verticalitat dels davallaments, un efecte que es complementa amb el joc de diagonals que formen els personatges.

## Autor
Rogier van der Weyden va néixer a Tournai (1399/1400) i és considerat com un dels pintors més influents del segle xv dins del moviment dels primitius flamencs. S'havia format amb Robert Campin i va ser contemporani de Jan van Eyck; ambdós artistes, des de perspectives diferents, van desenvolupar l'escola flamenca del segle xv. Si van Eyck va desenvolupar unes obres carregades de simbolisme tot fonamentant-se en una àmplia erudició i una treballada observació, Rogier es va preocupar de representar, amb força realisme, els sentiments –especialment els dolorosos– i les sensacions dels seus personatges, aconseguint-ho com cap altre pintor no ho havia capturat mai".
Va ocupar el càrrec de pintor de la ciutat de Brussel·les i centrà la seva obra principalment en la realització de retrats de personatges i mandataris de la cort de Borgonya i en pintures de caràcter religiós que, en molts casos, eren tríptics i políptics de grans dimensions.
A les seves primeres obres, el seu estil és marcadament gòtic, hieràtic, i amb fons daurats. Posteriorment va evolucionar i als cossos i a les robes pintava línies sinuoses i fluides. Els seus personatges són realistes, amb expressions patètiques i d'un intens dramatisme amb les que l'artista pretenia causar un fort impacte emocional en els espectadors.

## Història
La pintura –aparentment la taula central d'un tríptic amb els quatre evangelistes en una ala i la resurrecció de Crist a l'altra– fou encarregada per la Gran Guilda de Ballesters de Lovaina (a l'actual Bèlgica); havia d'anar al retaule major de l'altar de la capella de la Mare de Déu Extramurs. Unes minúscules ballestes que apareixen als carcanyols dels costats del quadre reflecteixen el patronatge original. Dirk de Vos i Lorne Campbell, historiadors d'art, coincideixen en datar-lo aproximadament cap al 1435. Cap al 1548, la pintura va ser intercanviada per una còpia de Michiel Coxie i un orgue valorat en 500 florins. La nova propietària fou Maria d'Habsburg, germana de l'Emperador Carles V, qui governava als Països Baixos. La pintura es va ubicar inicialment al castell que Maria posseïa a Binche, on va ser vista per un cortesà espanyol, Vicente Álvarez, que el 1551 comentà:
| « | Era la millor pintura de tot el castell, i fins i tot, crec, que de tot el món, perquè he vist molts quadres bons, però cap que la pogués igualar en l'encert de la naturalesa o la devoció. Tots aquells que l'han vista eren de la mateixa opinió. | » |

Álvarez havia acompanyat al futur rei d'Espanya, Felip II de Castella, en una gira per les seves possessions als Països Baixos. Després d'adquirir el Davallament a la seva tia Maria, Felip el va transportar a Espanya en un vaixell que va naufragar en arribar a port, si bé la caixa que el transportava va surar i només va patir algunes humitats. Va ser instal·lat al pavelló de cacera reial de El Pardo. El 15 d'abril de 1574, la pintura apareixia enregistrada a l'inventari del Monestir de l'Escorial: "Un plafó gran en el qual està pintat el davallament de la Creu, amb la Mare de Déu i vuit figures més... de la mà del Maestre Rogier, que pertanyia a la reina Maria".
El 1936, quan va esclatar la Guerra Civil Espanyola, es varen destruir moltes obres d'art religioses. La República Espanyola va engegar accions per a protegir les gran obres artístiques. El davallament de la Creu va ser evacuat des de l'Escorial fins a València. A l'estiu de 1939, es va transportar per tren fins a Suïssa, on la República Espanyola en va fer publicitat amb una mostra anomenada Obres Mestres del Prado al Musée d'art et d'histoire a Ginebra. El setembre, la pintura retornava al Museu del Prado a Madrid, on ha romàs fins a l'actualitat. El 1992, la pintura estava en un estat decadent amb escletxes al plafó que amenaçava de partir-ne la pintura, i una marcada deterioració de la capa pictòrica. Es va fer una restauració essencial al mateix museu del Prado, sota la supervisió de George Bisacca del Metropolitan Museum of Art, Nova York.
El gener de 2009, Google i el Museu del Prado varen signar un projecte de col·laboració per a digitalitzar en alta resolució dotze de les obres mestres del Prado i fer-les visibles a Google Earth. Les imatges tenen una resolució de 14.000 megapíxels, unes 1.400 vegades més grans que una imatge feta amb una càmera estàndard de 10 megapíxels. Una d'aquestes pintures és El davallament de la Creu de Van der Weyden.

## Narrativa del davallament de la Creu
En les narracions que fan els evangelis sobre el davallament de la Creu del cos de Crist, connecten la història amb l'enterrament de Crist. Segons Mateu (27:57-60), Marc (15:42-47) i Lluc (23:50-56), Josep d'Arimatea va prendre el cos de Crist i el va preparar per a l'enterrament. Joan (19:38-42) hi afegeix un assistent, Nicodem. Cap d'aquestes descripcions esmenten a Maria. Durant l'edat mitjana, la narrativa de la Passió es va tornar més elaborada, i es parava més atenció al paper de la mare de Crist. Un exemple el trobem en un text anònim del segle xiv, Meditationes de Vita Christi, potser de Ludolf de Saxònia. Barbara Lane ha suggerit que aquest passatge del Vita Christi podria ser la font de moltes obres pintades sobre el tema del davallament, incloent-hi aquesta de Rogier:
| « | Llavors, la mare reverentment rep la mà dreta que penja i la posa contra la seva cara, mirant cap a ell, i el besa amb grans llàgrimes i tristos sospirs. | » |

En la seva història de la veneració de la Mare de Déu, Miri Rubin va escriure que els artistes començaven a descriure Maria desmaiada al peu de la creu a començaments del segle xv, i que la peça de Van der Weyden va ser la pintura més influent de totes les que reflectien l'escena. Aquest desmai va ser descrit per teòlegs amb la paraula spasimo. A primers del segle xvi, era tanta la popularitat de les descripcions del desmai de la Mare de Déu, que el papa Juli II va rebre pressions perquè designés un dia com la festa sagrada del spasimo. La sol·licitud va ser rebutjada.

## Estructura

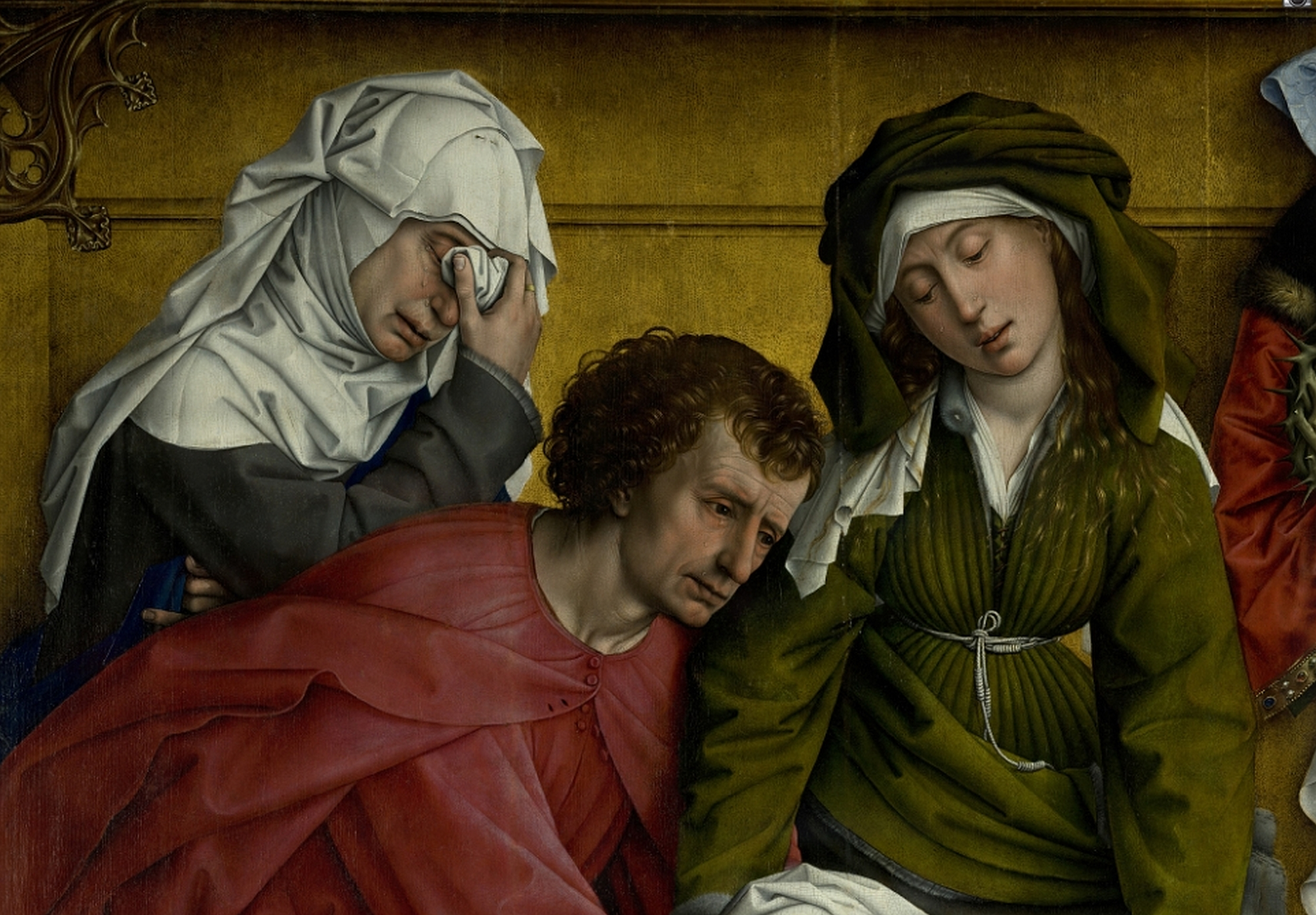
Detall del costat esquerre: Maria de Clopas, Sant Joan l'Evangelista i Maria Salomé (segons Campbell)

Lorne Campbell va identificar les figures a la pintura com (d'esquerra a dreta): Maria de Clopas (germanastra de Maria, la Mare de Déu); Joan Evangelista; Maria Salomé (en verd, una altra germanastra de Maria); Maria, mare de Jesús (desmaiada); el cos de Jesucrist; Nicodem (en vermell); l'home jove de l'escala és o un criat de Nicodem o de Josep d'Arimatea; Josep d'Arimatea (amb roba de fils d'or, el vestit més sumptuós de la pintura); l'home barbut darrere de Josep que sosté un pot probablement és un altre criat (és possible que el pot que aguanta sigui l'emblema de la Magdalena contenint la "lliura de perfum de nard pur, molt car", amb el qual ungí els peus de Jesús); i Maria Magdalena, a la dreta de la pintura, que adopta un posat dramàtic.
Hi ha desacord entre els historiadors d'art pel que fa a la representació de Josep d'Arimatea i Nicodem. Dirk de Vos, a l'obra Rogier van der Weyden: les Obres Completes, identifica Josep d'Arimatea com l'home de vermell que sosté el cos de Crist, i Nicodem com l'home sumptuosament vestit que dona suport a les cames de Crist; mentre, Campbell creu que és a l'inrevés.
Dirk de Vos suggereix que l'artista desitjava evocar un gran retaule amb talles policromades, empentant cap enfora la pintura, com si fos una rival de l'escultura. Les cantonades contenen traceria tallada i daurada que realitza una funció de frontera entre el món de l'espectador i el món sagrat; allà els personatges estan presentats en un autèntic tableau vivant, a imitació d'un grup escultòric. La composició es desenvolupa en horitzontal i no en vertical, i el grup està emmarcat per dos personatges inclinats, un a cada extrem, que formen com un parèntesi i que recorda més un enterrament que un davallament.

## Qualitats formals i impacte emocional

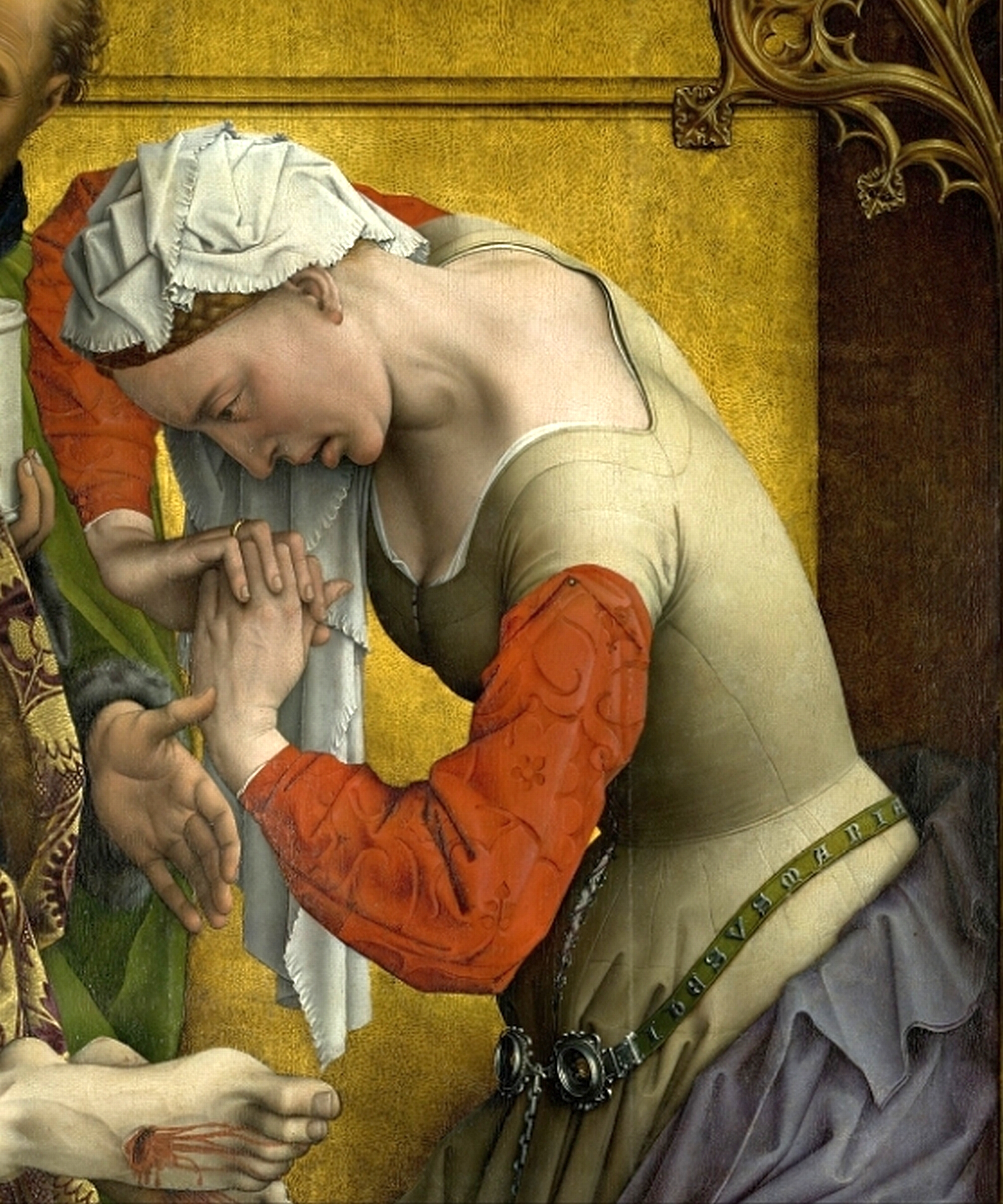
Detall de Maria Magdalena

El que fa únic el treball és el desmai de la Mare de Déu, que cau en una posa que té similituds amb la del seu fill, i les dues figures que l'aguanten mentre cau. Aquesta posa era totalment nova per als primitius flamencs, una innovació de Van der Weyden. El sentiment, tanmateix, és un reflex directe de la dedicació mística expressada pel tractat popular de Tomàs de Kempis Imitatio Christi, publicat el 1418. El text, igual que aquesta imatge, convida al lector o espectador a identificar-se personalment amb el sofriment de Crist i Maria. Les doctrines de Denis el cartoixà també emfatitzaven la importància de la Mare de Déu i la creença en el Crist en el moment de la seva mort. Arribà a expressar la seva convicció que la mateixa Mare de Déu era prop de la mort quan Crist lliurà el seu esperit. La pintura de Van der Weyden transmet de manera intensa aquesta idea.
Hi ha un sentit de moviment condensat en un instant únic. El desmai de Maria és pressentit per sant Joan que s'afanya a ajudar-la. L'home de l'escala ajup el cos per subjectar Jesús, però ja s'avancen Josep d'Arimatea i Nicodem per mantenir-lo dret. El moviment de Nicodem transforma el plor de Maria Magdalena en una estàtua congelada en el temps. De Vos va escriure: "El temps sembla que s'hagi solidificat en una composició. I quina composició. La interacció de línies ondulants, poses de fimbrament i les contraposes de les figures s'han comparat encertadament amb la tècnica del contrapunt de la música polifònica.".

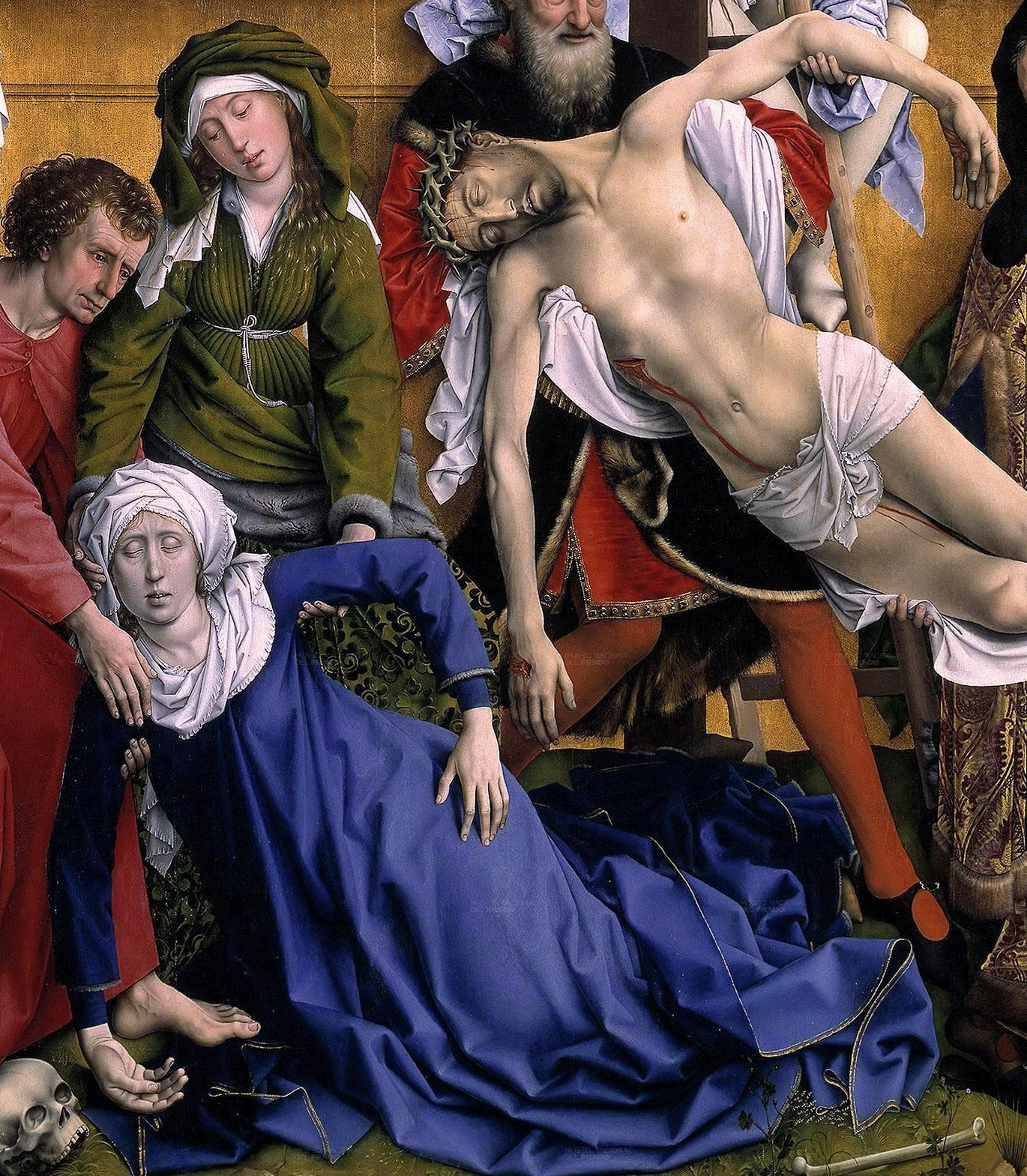
Els cossos de Crist i la seva Mare paral·lels i formant una diagonal amb les mans

La forma de ballesta es pot veure en el contorn del cos de Crist, detall que reflecteix el patronatge del Gremi de Ballesters. Powell argumenta que dins la teologia medieval, una metàfora comparava el Crist a la creu amb una ballesta tibant: "l'arc consisteix en una peça de fusta o banya i una corda, que representa el nostre Salvador. La corda pot representar el seu cos més sagrat que miraculosament es tensava i s'estirava en el sofriment de la seva Passió." Un poeta del segle xiv, Heinrich von Neustadt, escrigué: "Va ser col·locat a la creu:/allà eren les seves extremitats/i els seus braços dibuixats/com la corda d'un arc". En aquesta obra de Rogier, la retirada de Crist de la creu apareix com la relaxació d'un arc que ha alliberat la seva fletxa.
La forma de ballesta es repeteix en els braços i cos de Maria, en una disposició gairebé paral·lela a la de Crist, fet que suggereix que mare i fill comparteixen el dolor mutu. Les mans dels dos personatges caiguts estan en línia, connectades entre si i amb el crani d'Adam, formant una de les diagonals principals del quadre. Tot el conjunt ressalta el dolor: set dels deu personatges estan plorant. L'especial mostra de dolor de Maria podria formar part de l'encàrrec, ja que la capella de la Mare de Déu Extramurs, on estava ubicada inicialment, estava dedicada als Dolors de Maria.
De Vos també va analitzar la complexitat espacial de la pintura. L'acció té lloc en un espai molt poc profund, però on hi ha un mínim de cinc nivells dins de la pintura: la Mare de Déu al davant, el cos de Crist, la figura barbuda de Josep d'Arimatea, la creu i l'assistent de l'escala. Al fons de la pintura, l'assistent que subjecta els claus de Crist trenca la il·lusió espacial i permet que una part dels claus surtin del marc virtual de la pintura.
La imatge es pot interpretar com una síntesi petrificada de totes les etapes durant i després del davallament de la Creu: desclavar el cadàver, davallament, lamentació i enterrament. Sembla que els peus de Crist encara estiguin clavats junts, mentre que l'extensió dels seus braços reté la posició del seu cos a la creu. El cos de Crist es mostra com si s'oferís a la mirada concentrada de l'espectador. Josep d'Arimatea mira a través del cos al crani d'Adam. Sembla un burgès sumptuosament vestit i seria la figura més adequada per a sortir en un retrat; la seva mirada connecta les mans de Crist amb la seva mare, els nous Adam i Eva, i amb el crani d'Adam; d'aquesta manera es visualitza l'essència de la redempció de la humanitat del pecat original mitjançant el sacrifici de Crist.

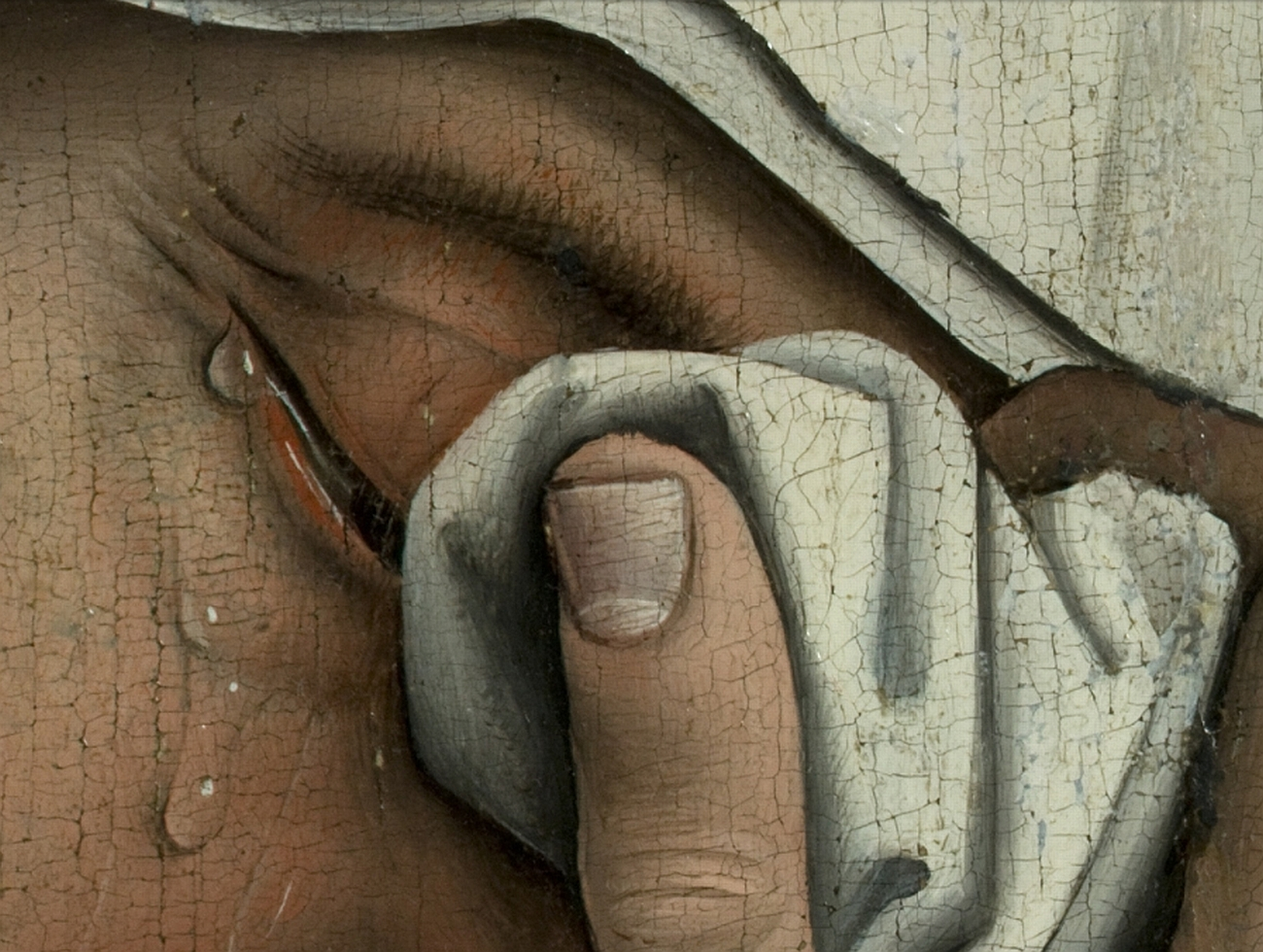
Detall, Maria de Clopas eixugant-se les llàgrimes

Campbell sosté que la clau del treball no és el naturalisme en el detall de la pintura, sinó l'ús de la distorsió per provocar un sentiment de malestar en l'espectador. L'artista ens porta a reconsiderar les nostres actituds envers els subjectes incloent-ne detalls completament irracionals i distorsionant les imatges, que per l'altra banda, són extremadament fidels a la realitat. Campbell suggereix que, en certa manera, Rogier té més en comú amb Matisse o amb el Picasso del Guernica que amb els seus contemporanis.
L'obra juga d'una manera extraordinària amb la il·lusió de l'espai; un exemple, es pot observar en l'home jove que hi ha a la part superior de l'escala i que subjecta els claus retirats del cos de Crist. Campbell assenyala que aquest criat que hi ha darrere la creu sembla haver agafat la seva màniga en la traceria de fusta de la part superior de la pintura. El cap que aguanta d'un dels claus sagnants està davant del marc del quadre de fusta fictici, encara que la punta de l'altra està darrere la traceria. Campbell explica que, per a evitar que aquesta distorsió espacial es torni massa òbvia, Rogier s'ha esforçat a ocultar els principals encreuaments pictòrics del quadre. Per exemple, l'escala presenta una perspectiva impossible: la seva part superior està darrere la creu mentre el seu peu sembla que estigui al davant. Per amagar els punts en els quals la Creu i l'escala toquen el paisatge, Rogier ha allargat de manera exagerada la cama esquerra de la Mare de Déu, de manera que el seu peu esquerre i la capa cobreixin la base de la Creu i una pota de l'escala.

## Influència
Des de la seva creació, aquesta obra s'ha copiat moltes vegades i ha generat una gran influència; en vida de Van der Weyden es considerava una obra d'art no tan sols important sinó també única. Von Simson considerava que "cap altra pintura de la seva escola s'ha copiat o s'ha adaptat amb tanta freqüència". El 1565, l'editor d'Anvers Hieronymus Cock publicava un gravat de Cornelis Cort, la primera reproducció gràfica del Davallament de Rogier, inscrit amb les paraules M. Rogerij Belgiae inuentum. El gravat de Cock és el primer registre del nom de Rogier associat amb el Davallament.
La taula central del tríptic Edelheere, encarregada per Guillaume Edelheere i la seva esposa Adelaida Cappuyns (datada el 1443), era una còpia per a la seva capella funerària de Sant Pere de Lovaina. A les ales apareixien els donants amb la seva família i els sants protectors.
El mateix Van der Weyden va fer servir aquesta temàtica en diverses obres, tot i que en la distribució dels personatges cap de les altres té una composició tan sofisticada com aquest davallament.
- c. 1441, Oli sobre taula (32,2 × 47,2 cm), Musées Royaux des Beaux-Arts, Brussel·les
- 1450, Oli sobre taula (47 × 35 cm), Museu del Prado, Madrid[32]
- c. 1464, Oli sobre taula (35,5 45 cm), National Gallery de Londres
- 1460-80, Oli sobre taula de roure (80,7 × 130,3 cm), Koninklijk Kabinet van Schilderijen, L'Haia